# Синдром неспокійних ніг
Синдром неспокійних ніг (СНН) (англ. restless legs syndrome) — стан, що характеризується неприємними відчуттями в нижніх кінцівках, які з'являються в спокої (частіше у вечірній і нічний час), змушують хворого здійснювати полегшуючі їх рухи і часто призводять до порушення сну.
Сучасні популяційні дослідження показують поширеність СНН у 2-10 %. СНН зустрічається у всіх вікових групах, частіше відзначається в середньому і літньому віці. Серед вагітних жінок є значно поширенішим, ніж у популяції в цілому: від 10 % до 34 % вагітних жінок мають симптоми СНН у певний момент вагітності. СНН є причиною приблизно 15 % випадків хронічного безсоння — інсомнії.

## Етіологія
Більш ніж у половині випадків СНН виникає під час відсутності будь-якого іншого неврологічного або соматичного захворювання (ідіопатичний, або первинний СНН). Ідіопатичний СНН, як правило, проявляється в перші три десятиліття життя і може мати спадковий характер. Сімейний анамнез вказує на аутосомно-домінантний тип спадкування. Симптоматичний (вторинний) СНН може бути викликаний дефіцитом заліза, уремією, цукровим діабетом, амілоїдозом, кріоглобулінемією, резекцією шлунка, дефіцитом вітамінів групи В, магнію, алкоголізмом, хронічними обструктивними захворюваннями легень, гіпотиреозом і тиреотоксикозом, ревматоїдним артритом, синдромом Шегрена, порфірією, облітеруючими захворюваннями артерій або хронічною венозною недостатністю нижніх кінцівок. При багатьох із цих станів СНН виникає на тлі симптомів полінейропатії. СНН виявляється майже у 20 % вагітних жінок, причому в частині випадків його симптоми з'являються лише в II—III триместрі і зникають незабаром після пологів. Описано СНН і у хворих на радикулопатії, а також з ураженнями спинного мозку, як правило, шийного і грудного відділів (наприклад, при травмах, спондилогенній шийній мієлопатії, розсіяному склерозі). Симптоматичний СНН частіше дебютує після 50 років, але клінічно не відрізняється від ідіопатичного СНН.
СНН іноді виявляють у хворих з хворобою Паркінсона, есенціальним тремором, синдромом Туретта, хворобою Гентінгтона, бічним аміотрофічним склерозом, фіброміалгією. Однак залишається незрозумілим, чи пояснюється це поєднання випадковим збігом окремих захворювань або наявністю загальних патогенетичних механізмів. Іноді прояви СНН відзначаються у здорових осіб у період стресу, після інтенсивного фізичного навантаження, а також при надмірному вживанні продуктів, що містять кофеїн.

## Патогенез
Ефективність дофамінергічних засобів і можливість погіршення симптомів під впливом нейролептиків, вказують на те, що ключовою ланкою патогенезу СНН є дефектність дофамінергічних систем. Чіткий добовий ритм клінічних проявів СНН може відображати залученість структур гіпоталамуса, зокрема супрахіазмального ядра, яке регулює добові цикли фізіологічних процесів в організмі. Можливо, що у частини хворих СНН полінейропатія, дефіцит заліза, зловживання кавою або інші чинники лише виявляють наявну спадкову схильність, що почасти розмиває межу між ідіопатичним і симптоматичним варіантами СНН.

## Клінічна картина
Клінічно СНН характеризується появою в нижніх кінцівках (найчастіше в глибині гомілок) неприємних відчуттів такого характеру: свербить, шкребе, коле, розпирає або давить. Зазвичай вони виникають в спокої (в положенні сидячи або лежачи), але зменшуються при русі. Щоб полегшити свій стан, хворі змушені витягувати і згинати кінцівки, струшувати, розтирати і масажувати їх, перевертатися в ліжку, вставати і ходити по кімнаті або переступати з ноги на ногу. Під час руху неприємні відчуття зменшуються або проходять, але варто хворому лягти, а іноді і просто зупинитися, як вони знову посилюються.
Симптоми СНН мають чіткий добовий ритм, з'являючись або посилюючись у вечірні або нічні години. В середньому максимальної виразності вони досягають в період від 0 до 4 години ранку, а мінімальної вираженості — в період від 6 до 10 години ранку. У важких випадках характерний добовий ритм зникає, і симптоми стають постійними. Вони можуть виникати не тільки в положенні лежачи, а і в положенні сидячи і здатні зробити нестерпними відвідування кіно чи театру, або тривалу поїздку в транспорті.
Прямим наслідком неприємних відчуттів в кінцівках і необхідності постійно здійснювати рухи є порушення сну — безсоння (інсомнія). Хворі довго не можуть заснути і часто прокидаються вночі. Наслідком безсоння є сонливість та швидка стомлюваність в денний час. Скарга на поганий сон є провідною у більшості хворих.
Порушення сну при СНН посилюють періодичні рухи кінцівками (ПРК) — ритмічні короткочасні посмикування, які найчастіше спостерігаються в ногах, мають стереотипний характер і охоплюють тильне згинання великих пальців стопи іноді з віялоподібним розведенням інших пальців або згинанням всієї стопи. При ідіопатичному СНН клінічні прояви зберігаються протягом усього життя, при цьому їх інтенсивність може значно коливатися, але в більшості випадків спостерігається тенденція до повільного наростання симптомів, хоча можливі і тривалі ремісії.
Цікаво, що в деяких випадках при СНН можуть виникати неприємні відчуття не тільки в нижніх, але і в верхніх кінцівках.

## Критерії діагностики
Мінімальними критеріями діагностики синдрому неспокійних ніг, згідно з останніми даними міжнародної групи експертів є:
- Імперативні бажання рухати кінцівками в зв'язку з парестезіями (дизестезіями) в них.
- Рухове занепокоєння; при цьому хворий усвідомлює, що змушений здійснювати рухи, і використовує різні рухові стратегії для полегшення або позбавлення від неприємних відчуттів.
- Посилення або поява симптомів у спокої (коли хворий лежить або сидить) і часткове або тимчасове їх усунення при рухах.
- Симптоми обов'язково посилюються до вечора або вночі[14].

## Діагностика
СНН доводиться диференціювати з акатизією, синдромом «хворобливі ноги-рухомі пальці», гіпнічними посмикуваннями, компресійними невропатіями нижніх кінцівок, стенозом поперекового хребетного каналу.

## Лікування
При симптоматичному СНН лікування в першу чергу повинна бути спрямована на корекцію первинного захворювання (наприклад, при діабетичній природі СНН нормалізація балансу глюкози і інсуліну при застосуванні метформіну призводить до зникнення болю в нижніх кінцівках) або заповнення виявленого дефіциту (заліза, фолієвої кислоти, магнію і т. д.).
Симптоматична терапія включає як немедикаментозні заходи, так і застосування лікарських засобів. Усім хворим рекомендують посильне помірне фізичне навантаження протягом дня, вечірні прогулянки, вечірній душ, збалансовану дієту з відмовою від вживання в денний і вечірній час кави, міцного чаю та інших кофеїномістких продуктів (наприклад, шоколаду або кока-коли), обмеження алкоголю, припинення куріння, нормалізація режиму дня. Тепла ванна для ніг або легкий розігріваючий масаж ніг перед сном можуть значно поліпшити стан. У ряді випадків виявляються ефективними черезшкірна електростимуляція, вібромасаж, дарсонвалізація гомілок, рефлексотерапія або магнітотерапія.
Слід скасувати лікарські препарати, які можуть посилити прояви СНН (нейролептики, метоклопрамід, трициклічні антидепресанти, селективні інгібітори зворотного захоплення серотоніну, препарати літію, тербуталін, антагоністи Н2-рецепторів, ніфедипін та інші антагоністи кальцію).
Специфічні лікарські засоби при СНН прийнято призначати в тих випадках, коли він значно порушує життєдіяльність хворого, викликаючи стійке порушення сну. У легких випадках можна обмежитися прийомом седативних засобів рослинного походження. У важчих випадках доводиться вибирати препарат з чотирьох основних груп: бензодіазепінів, дофамінергічних засобів, антиконвульсантів, опіоїдів.